# تیوفسفریل کلرید
تیوفسفریل کلرید (به انگلیسی: Thiophosphoryl chloride) با فرمول شیمیایی Cl۳PS یک ترکیب شیمیایی با شناسه پاب‌کم ۱۹۸۸۳ است. که جرم مولی آن 169.4 g/mol می‌باشد. شکل ظاهری این ترکیب، مایع بی‌رنگ است.